# Taxillus liquidambaricola
Taxillus liquidambaricola är en tvåhjärtbladig växtart som först beskrevs av Bunzo Hayata, och fick sitt nu gällande namn av Takahide Hosokawa. Taxillus liquidambaricola ingår i släktet Taxillus och familjen Loranthaceae. Utöver nominatformen finns också underarten T. l. neriifolius.